# Longipedia rosea
Longipedia rosea är en kräftdjursart som beskrevs av Georg Ossian Sars 1903. Longipedia rosea ingår i släktet Longipedia, och familjen Longipediidae. Arten har ej påträffats i Sverige.